# Charles Picot de Dampierre
Pour les autres membres de la famille, voir Maisons de Dampierre.
Charles Picot de Dampierre, dit le « chevalier de Dampierre », est un officier de Marine français du XVIIIe siècle. Il termine sa carrière avec le grade de chef d'escadre des armées navales.

## Biographie

### Origines et famille
Charles Picot de Dampierre descend de la maison de Dampierre, une famille noble originaire de Champagne, anoblie en 1496 par une charge de secrétaire du roi[réf. incomplète], la terre de Dampierre est élevée en marquisat en 1645. La famille s'éteint en 1871. Huit membres de cette famille ont servi dans la Marine.
En 1776, il est présenté comme « chevalier profès de l'ordre de Saint-Jean de Jérusalem, commandeur de la Neuville au Temple, et capitaine de vaisseaux du roi » dans l'acte de baptême de son filleul, Anne Charles Charles François Xavier Picot de Moras (1776-1844), fils de François Joseph Picot, chevalier de Moras, chevalier de Saint-Louis et capitaine au régiment de Bresse-infanterie, et de Marie Anne Claude Baptiste Vuillin de Thurey[source insuffisante] mais ce n'est qu'en 1779, qu'il est présenté dans ordre de Saint-Jean de Jérusalem.

### Carrière dans la Marine du Roi
Jeune, Charles Picot de Dampierre est  la Marine royale. Il entre dans une compagnie de garde-marine en 1743. Il est promu enseigne de vaisseau en 1748 à la fin de la guerre de Succession d'Autriche puis lieutenant de vaisseau en 1756, dans les premiers mois de la guerre de Sept Ans. Il termine ce conflit avec le grade de capitaine de frégate (1764).
Il poursuit sa carrière dans la Marine et reçoit une commission de capitaine de vaisseau  en 1772. Il prend part, en cette qualité, à la guerre d'indépendance des États-Unis. Le 6 juillet 1779, sous les ordres du vice-amiral d'Estaing, il commande le vaisseau Le Diadème de 74 canons au combat livrée devant la Grenade contre la flotte britannique de l'amiral Byron. En 1782, il commande la Bretagne. Il est nommé chef d'escadre des armées navales en 1784.

## Sources
- William Duckett, Dictionnaire de la conversation et de la lecture : inventaire raisonné des notions générale les plus indispensable à tous, éd. Aux comptoirs de la direction, 1854